# Gran Via (Madrid)
La Gran Via és un carrer de la ciutat espanyola de Madrid.
Ubicada al districte Centro, comença el seu traçat al carrer d'Alcalá i desemboca a la plaça d'Espanya.
La construcció va començar simbòlicament el 4 d'abril de 1910 amb un piquetazo d'argent per part d'un Alfonso XIII amb indumentària d'oficial prussià. Va caldre supprimir catorze 14 carrers i alterar el traçat de 34 més. Dividida en tres trams, aquests van ser batejats originàriament com «Avenida del Conde de Peñalver» (aprobació el 1909), «Bulevar de Pi y Margall» (5 abril 1918) i «Avenida de Eduardo Dato». El 1917 va concloure la urbanització del primer tram.